# トレッポ・リゴスッロ
トレッポ・リゴスッロ（伊: Treppo Ligosullo）は、イタリア共和国フリウリ＝ヴェネツィア・ジュリア州ウーディネ県にある、人口約700人の基礎自治体（コムーネ）。
2018年2月1日にトレッポ・カルニコとリゴスッロの2つのコムーネが合併して成立した。

## 地理

### 位置・広がり

#### 隣接コムーネ
隣接するコムーネは以下の通り。
- アルタ・テルメ
- パルッツァ
- パウラーロ

### 気候分類・地震分類
トレッポ・リゴスッロにおけるイタリアの気候分類 (it) および度日は、zona F, 3680 GGである。
また、イタリアの地震リスク階級 (it) では、zona 2 (sismicità media) に分類される。

## 行政

### 分離集落
トレッポ・リゴスッロには、以下の分離集落（フラツィオーネ）がある。
- Gleriis, Ligosullo, Murzalis, Siaio, Tausia, Treppo Carnico, Zenodis